# Giải bóng đá trong nhà vô địch quốc gia 2007
Giải futsal Quốc gia 2007 là giải bóng đá futsal do Liên đoàn bóng đá Việt Nam (VFF) tổ chức lần đầu tiên.
Ngày 14 tháng 1 năm 2007, VFF đã tổ chức giải vô địch Futsal toàn quốc năm 2007 với sự tham dự của 12 Câu lạc bộ Fulsal đại diện 3 miền Bắc, Trung, Nam. Giải được tổ chức tại Nhà thi đấu Nguyễn Tri Phương, thành phố Đà Nẵng từ ngày 14 tháng 1 đến 21 tháng 1 năm 2007.
Các đội bao gồm: Câu lạc bộ Thanh Niên Đà Nẵng, Dilmah Hà Nội, Công ty Cấp thoát nước Bình Dương, Duhal Tiền Giang, Thái Sơn Nam, Thanh Niên Cần Thơ, S&C Hà Nội, Công an TP Phường 15 Q11, Bình Thuận, Cà Mau, Argibank Quảng Nam và Vĩnh Phúc.
Đội Dilmah Hà Nội là câu lạc bộ futsal vô địch đầu tiên sau khi đánh bại câu lạc bộ Báo Công an Phường 15 Quận 11 (Thành phố Hồ Chí Minh) với tỷ số 6-1 trong trận chung kết.

## Phương thức thi đấu
12 đội bóng chia làm hai bảng, mỗi bảng có 6 đội. Các đội thi đấu vòng tròn một lượt chọn ra hai đội nhất nhì ở mỗi bảng vào bán kết. Tổng giá trị giải thưởng 117 triệu đồng. Giải diễn ra từ ngày 12/1 đến 21/1/2007 tại nhà thi đấu Nguyễn Tri Phương, Đà Nẵng.

## Cách tính điểm, xếp hạng
- Đội thắng: 3 điểm, Đội hoà: 1 điểm và Đội thua: 0 điểm;

Tính tổng số điểm của các Đội đạt được để xếp thứ hạng.
- Nếu có từ hai Đội trở lên bằng điểm nhau, thứ hạng các Đội sẽ được xác định như sau: trước hết sẽ tính kết quả của các trận đấu giữa các Đội đó với nhau theo thứ tự: 
  - Tổng số điểm.
  - Thành tích đối đầu.
  - Hiệu số của tổng số bàn thắng trừ tổng số bàn thua.
  - Tổng số bàn thắng.

Đội nào có chỉ số cao hơn sẽ xếp trên.
Nếu các chỉ số vẫn bằng nhau, Ban tổ chức sẽ tổ chức bốc thăm để xác định thứ hạng của các Đội (trong trường hợp chỉ có hai đội có các chỉ số trên bằng nhau và còn thi đấu trên sân thì sẽ tiếp tục thi đá luân lưu 6m để xác định đội xếp trên).

## Vòng bảng
| GIẢI FUTSAL QUỐC GIA 2007 | GIẢI FUTSAL QUỐC GIA 2007 | GIẢI FUTSAL QUỐC GIA 2007 | GIẢI FUTSAL QUỐC GIA 2007         | GIẢI FUTSAL QUỐC GIA 2007 | GIẢI FUTSAL QUỐC GIA 2007         |
| ------------------------- | ------------------------- | ------------------------- | --------------------------------- | ------------------------- | --------------------------------- |
| Ngày                      | Giờ                       | Nhà thi đấu               | Đội 1                             | Tỷ số                     | Đội 2                             |
| 14/1/2007                 | 8:30                      | Nguyễn Tri Phương         | Duhal Tiền Giang                  | 3-2                       | Thái Sơn Nam                      |
| 14/1/2007                 | 10:30                     | Nguyễn Tri Phương         | Thanh Niên Đà Nẵng                | 13-4                      | Thanh Niên Cần Thơ                |
| 14/1/2007                 | 13:30                     | Nguyễn Tri Phương         | Công ty Cấp Thoát nước Bình Dương | 2-6                       | Dilmah Hà Nội                     |
| 14/1/2015                 | 15:30                     | Nguyễn Tri Phương         | Vĩnh Phúc                         | 6-8                       | Công an TP Phường 15 Quận 11      |
| 14/1/2015                 | 17:30                     | Nguyễn Tri Phương         | Bình Thuận                        | 0-5                       | S&C Hà Nội                        |
| 14/1/2015                 | 19:30                     | Nguyễn Tri Phương         | Argibank Quảng Nam                | 1-3                       | Cà Mau                            |
| 15/1/2007                 | 8:30                      | Nguyễn Tri Phương         | Thanh Niên Cần Thơ                | 7-10                      | Công ty Cấp Thoát nước Bình Dương |
| 15/1/2007                 | 10:30                     | Nguyễn Tri Phương         | Duhal Tiền Giang                  | 3-6                       | Thanh Niên Đà Nẵng                |
| 15/1/2007                 | 13:30                     | Nguyễn Tri Phương         | Dilmah Hà Nội                     | 2-1                       | Thái Sơn Nam                      |
| 15/1/2015                 | 15:30                     | Nguyễn Tri Phương         | S&C Hà Nội                        | 5-2                       | Argibank Quảng Nam                |
| 15/1/2015                 | 17:30                     | Nguyễn Tri Phương         | Bình Thuận                        | 6-2                       | Vĩnh Phúc                         |
| 15/1/2015                 | 19:30                     | Nguyễn Tri Phương         | Công an TP Phường 15 Quận 11      | 4-1                       | Cà Mau                            |
| 16/1/2007                 | 8:30                      | Nguyễn Tri Phương         | Duhal Tiền Giang                  | 7-6                       | Thanh Niên Cần Thơ                |
| 16/1/2007                 | 10:30                     | Nguyễn Tri Phương         | Thái Sơn Nam                      | 4-5                       | Cấp thoát nước Bình Dương         |
| 16/1/2007                 | 13:30                     | Nguyễn Tri Phương         | Thanh Niên Đà Nẵng                | 1-5                       | Dilmah Hà Nội                     |
| 16/1/2015                 | 15:30                     | Nguyễn Tri Phương         | Vĩnh Phúc                         | 2-5                       | S&C Hà Nội                        |
| 16/1/2015                 | 17:30                     | Nguyễn Tri Phương         | Công an TP Phường 15 Quận 11      | 3-3                       | Agribank Quảng Nam                |
| 16/1/2015                 | 19:30                     | Nguyễn Tri Phương         | Bình Thuận                        | 3-7                       | Cà Mau                            |
| 17/1/2007                 | 8:30                      | Nguyễn Tri Phương         | Thanh Niên Cần Thơ                | 3-8                       | Dilmah Hà Nội                     |
| 17/1/2007                 | 10:30                     | Nguyễn Tri Phương         | Cấp thoát nước Bình Dương         | 4-8                       | Duhal Tiền Giang                  |
| 17/1/2007                 | 13:30                     | Nguyễn Tri Phương         | Thái Sơn Nam                      | 5-3                       | Thanh Niên Đà Nẵng                |
| 17/1/2015                 | 15:30                     | Nguyễn Tri Phương         | S&C Hà Nội                        | 2-3                       | Cà Mau                            |
| 17/1/2015                 | 17:30                     | Nguyễn Tri Phương         | Agribank Quảng Nam                | 2-5                       | Vĩnh Phúc                         |
| 17/1/2015                 | 19:30                     | Nguyễn Tri Phương         | Công an TP Phường 15 Quận 11      | 6-3                       | Bình Thuận                        |
| 18/1/2007                 | 8:30                      | Nguyễn Tri Phương         | Thái Sơn Nam                      | 2-0                       | Thanh Niên Cần Thơ                |
| 18/1/2007                 | 10:30                     | Nguyễn Tri Phương         | Dilmah Hà Nội                     | 3-3                       | Duhal Tiền Giang                  |
| 18/1/2007                 | 13:30                     | Nguyễn Tri Phương         | Thanh Niên Đà Nẵng                | 11-3                      | Cấp thoát nước Bình Dương         |
| 18/1/2015                 | 15:30                     | Nguyễn Tri Phương         | Bình Thuận                        | 4-4                       | Agribank Quảng Nam                |
| 18/1/2015                 | 17:30                     | Nguyễn Tri Phương         | Cà Mau                            | 1-1                       | Vĩnh Phúc                         |
| 18/1/2015                 | 19:30                     | Nguyễn Tri Phương         | Công an TP Phường 15 Quận 11      | 4-3                       | S&C Hà Nội                        |

### Bảng xếp hạng
| TT | Đội                                   | Trận | Thắng | Hòa | Thua | Hiệu số | Điểm |
| 1  | CLB Dilmah Hà Nội                     | 5    | 4     | 1   | 0    | 24-10   | 13   |
| 2  | CLB Duhal Tiền Giang                  | 5    | 3     | 1   | 1    | 24-21   | 10   |
| 3  | CLB Thanh Niên Đà Nẵng                | 5    | 3     | 0   | 2    | 34-20   | 9    |
| 4  | CLB Thái Sơn Nam                      | 5    | 2     | 0   | 3    | 14-13   | 6    |
| 5  | CLB Công ty Cấp thoát nước Bình Dương | 5    | 2     | 0   | 3    | 24-36   | 6    |
| 6  | CLB Thanh Niên Cần Thơ                | 5    | 0     | 0   | 5    | 20-40   | 0    |

| TT | Đội                    | Trận | Thắng | Hòa | Thua | Hiệu số | Điểm |
| 1  | CLB Công an P15 Q11    | 5    | 4     | 1   | 0    | 25-16   | 13   |
| 2  | CLB Cà Mau             | 5    | 3     | 1   | 1    | 15-11   | 10   |
| 3  | CLB S&C Hà Nội         | 5    | 3     | 0   | 2    | 20-11   | 9    |
| 4  | CLB Bình Thuận         | 5    | 1     | 1   | 3    | 16-24   | 4    |
| 5  | CLB Vĩnh Phúc          | 5    | 1     | 1   | 3    | 16-22   | 4    |
| 6  | CLB Agribank Quảng Nam | 5    | 0     | 2   | 3    | 12-20   | 2    |

## Vòng bán kết
|  | v             |  |
|  | ------------- |  |
|  | [ (chi tiết)] |  |

|  |   | Luân lưu 11m |
|  | ' |              |

|  | v             |  |
|  | ------------- |  |
|  | [ (chi tiết)] |  |

|  |   | Luân lưu 11m |
|  | ' |              |

## Trận chung kết
| Dilmah Hà Nội                                                      | 6–1      | Báo Công An Phường 15 Quận 11 |
| ------------------------------------------------------------------ | -------- | ----------------------------- |
| - Bảo Quân 15', 27', 39' - Tuấn Tú 24' - Ngọc Anh 30' - Bá Anh 40' | Chi tiết | Thanh Nguyên 32'              |

## Tổng kết mùa giải
- Vô địch: Dilmah Hà Nội – Huy chương vàng và 80 triệu đồng
- Hạng Nhì: Báo Công an Phường 15 Quận 11 – Huy chương bạc và 50 triệu đồng
- Hạng Ba: Dulhal Tiền Giang và Cà Mau – Huy chương đồng và 30 triệu đồng
- Cầu thủ xuất sắc nhất giải: Cai Văn Hòa (3- Báo CA P15Q11).
- Vua phá lưới: Phạm Thế Tâm (7- Duhal Tiền Giang) với 16 bàn.
- Thủ môn xuất sắc: Trần Trung Kiên (1- Dilmah Hà Nội).[2]